# Lista de primeiros-ministros de Essuatíni
O Primeiro Ministro do Reino de Essuatíni, e o chefe de governo do país desde a sua independência em 1968.
O primeiro ministro é apontado pelo rei para governar um conselho de ministros, que por sua vez ajudam o rei a tomar decisões de governo. Ao contrário das tradicionais monarquias parlamentaristas pelo mundo, em Essuatíni o chefe de governo não governa em nome do rei e nem mesmo pode ser eleito, assim como não tem grandes poderes e influencias com o povo e o governo. Todos os primeiros ministros desde 1967 são parentes ou irmãos do rei, ou seja, membros do Clã Dlamini, que governa o país. 
O atual primeiro-ministro é Cleopas Dlamini, parente distante do rei Mswati III.

## Lista de primeiros-ministros
| Nome                        | Início do Mandato      | Fim do Mandato         | Vida        | Monarca    |
| --------------------------- | ---------------------- | ---------------------- | ----------- | ---------- |
| Makhosini Dlamini           | 16 de maio de 1967     | 31 de março de 1976    | 1914 - 1978 | Sobhuza II |
| Maphevu Dlamini             | 31 de março de 1976    | 25 de outubro de 1979  | 1922 - 1979 | Sobhuza II |
| Ben Nsibandze               | 25 de outubro de 1979  | 23 de novembro de 1979 | n.1931      | Sobhuza II |
| Mabandla Dlamini            | 23 de novembro de 1979 | 25 de março de 1983    | n.1930      | Sobhuza II |
| Mabandla Dlamini            | 23 de novembro de 1979 | 25 de março de 1983    | n.1930      | Interregno |
| Bhekimpi Dlamini            | 25 de março de 1983    | 06 de outubro de 1986  | 1924 - 1999 | Mswati III |
| Sotsha Dlamini              | 06 de outubro de 1986  | 12 de julho de 1989    | 1940 - 2017 | Mswati III |
| Obed Dlamini                | 12 de julho de 1989    | 25 de outubro de 1993  | 1937 - 2017 | Mswati III |
| Andreas Fakudze             | 25 de outubro de 1993  | 04 de novembro de 1993 | ?? - 2013   | Mswati III |
| Jameson Mbilini Dlamini     | 04 de novembro de 1993 | 08 de maio de 1996     | 1921 - 2008 | Mswati III |
| Sishayi Nxumalo             | 08 de maio de 1996     | 26 de julho de 1996    | 1936 - 2000 | Mswati III |
| Barnabas Sibusiso Dlamini   | 26 de julho de 1996    | 29 de setembro de 2003 | 1942 - 2018 | Mswati III |
| Paul Shabangu               | 29 de setembro de 2003 | 26 de novembro de 2003 | n.1943      | Mswati III |
| Themba Dlamini              | 26 de novembro de 2003 | 18 de setembro de 2008 | n.1950      | Mswati III |
| Bheki Dlamini               | 18 de setembro de 2008 | 23 de outubro de 2008  | ??          | Mswati III |
| Barnabas Sibusiso Dlamini   | 23 de outubro de 2008  | 05 de setembro de 2018 | 1942 - 2018 | Mswati III |
| Vincent Mhlanga             | 05 de setembro de 2018 | 29 de outubro de 2018  | - 2020      | Mswati III |
| Ambrose Mandvulo Dlamini    | 29 de outubro de 2018  | 13 de dezembro de 2020 | n.1968      | Mswati III |
| Themba N. Masuku (interino) | 13 de dezembro de 2020 | 19 de julho de 2021    | n.1950      | Mswati III |
| Cleopas Dlamini             | 19 de julho de 2021    | 28 de setembro de 2023 | n. 1952     | Mswati III |
| Mgwagwa Gamedze (interino)  | 28 de setembro de 2023 | 03 de novembro de 2023 |             | Mswati III |
| Russell Dlamini             | 03 de novembro de 2023 |                        |             | Mswati III |